# Feldenkrais-Methode

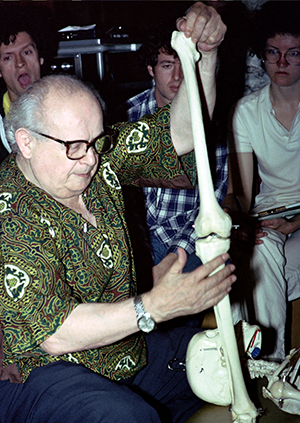
Moshé Feldenkrais (1978)

Die Feldenkrais-Methode ist eine körperorientierte pädagogische Methode, die nach ihrem Begründer Moshé Feldenkrais benannt ist. Nach Feldenkrais wird angenommen, dass sich durch die Schulung der kinästhetischen und propriozeptiven Selbstwahrnehmung grundlegende menschliche Funktionen verbessern und Schmerzen reduzieren lassen würden und dass dies allgemein zu als leichter und angenehmer empfundenen Bewegungen führen würde. Dabei orientiert sich die Feldenkrais-Methode am so genannten „organischen Lernen“, wie es in der Entwicklung vom Baby zum Kleinkind stattfindet und von dem Feldenkrais aufgrund seiner Beobachtungen und Studien annahm, dass sich dieses Lernen auch über die Kindheit hinaus fortsetzen lässt (siehe auch „Neuronale Plastizität“). 
Feldenkrais entwickelte seine Methode in zwei unterschiedlichen Techniken, die er „Funktionale Integration“ (englisch Functional Integration) und „Bewusstheit durch Bewegung“ (englisch Awareness through Movement) nannte. Funktionale Integration kann als eine Interaktion zwischen „Lehrer“ und „Schüler“ beschrieben werden, die häufig nonverbal auf der körperlichen Ebene stattfindet. „Bewusstheit durch Bewegung“ wird dagegen in Gruppen unterrichtet, wobei der „Lehrer“ die „Schüler“ verbal durch strukturierte Bewegungsexperimente führt und deren Aufmerksamkeit durch Wahrnehmungsfragen lenkt.
Ein spezifischer therapeutischen Nutzen kann nicht belegt werden.

## Methode
Die Methode basiert auf Judo, auf der künstlerischen Körperschulung der 1920er Jahre sowie auf Erkenntnissen der manuellen Medizin. Im Mittelpunkt stehen Bewegungsmuster, die den Lebensalltag eines Menschen prägen, und die Möglichkeiten, diese angemessen zu variieren. Sie soll den Menschen befähigen, über die Wahrnehmung von Bewegungsabläufen seine Bewusstheit zu erweitern und größere sensomotorische Differenziertheit zu erlangen. Nachteilige Bewegungsmuster sollen gelöst und neue Bewegungsalternativen aufgezeigt werden. Auf diese Weise soll er schließlich besser erkennen und verstehen können, wie er sich selbst wahrnimmt und im täglichen Leben organisiert. Beschwerden werden zu entsprechenden Bewegungsmustern zurückverfolgt und Defizite möglichst durch andere, neu erkannte Bewegungsmöglichkeiten überbrückt. Indem sich der Lernende über das eigene Tun bewusst wird, entsteht neue Beweglichkeit für Körper und Geist.
Die Methode findet insbesondere zur Wiedererlangung der vollen Mobilität nach Verletzungen in der Rehabilitation und beim Abbau von fehlhaltungsbedingten Schmerzen Anwendung. Ihrem Konzept nach können jedoch Menschen in den unterschiedlichsten Lebenssituationen von ihren Möglichkeiten profitieren. Sie soll geistige und körperliche Frische bis ins hohe Alter erhalten helfen. Auch kann sie beispielsweise für Musiker, Tänzer, Sportler und andere an Bewegung Interessierte von Nutzen sein.
Moshé Feldenkrais ging davon aus, dass menschliches Denken, Fühlen, Wahrnehmen und Bewegen niemals isoliert anzutreffen sind, sondern gemeinsame „Zutaten“ menschlichen Handelns seien. Entscheidende Idee für ihn war die menschliche Fähigkeit zur Selbsterziehung, einer Erziehung, die nicht durch äußere gesellschaftliche Umstände bedingt ist, sondern von den Wünschen und Möglichkeiten des Individuums ausgeht. Die Fähigkeit des Menschen der Selbstreflexion, also sich über das, was man tut, bewusst zu sein, bezeichnete Feldenkrais als Bewusstheit. Bewusstsein wäre demzufolge die Wahrnehmung seiner Selbst in zeitlicher und räumlicher Orientierung, der Schlaf hingegen das Lösen des Bewusstseins aus der räumlichen und zeitlichen Struktur.
Moshé Feldenkrais ging davon aus, dass ein Mensch nach dem Bild handelt, das er sich von sich macht, und dass dieses Bild essentiell mit seiner Bewegungserfahrung verknüpft sei. Er sagt, dass dieses Bild („self image“) teils ererbt, teils anerzogen und zu einem dritten Teil durch Selbsterziehung zustande kommt. Wenn nun jemand das Bedürfnis hat, sein Handeln zu ändern, z. B. um größere sportliche oder künstlerische Leistungen zu erzielen oder auch um schmerzerzeugende oder andere schädliche Handlungsmuster zu ändern bzw. alternative Handlungsmuster zu finden, dann müsse dieses Bild von sich selbst geändert bzw. erweitert werden.
Um das erzielen zu können, entwickelte Moshé Feldenkrais, aufbauend auf seiner jahrzehntelangen Arbeit als Judolehrer, ein pädagogisches Konzept des Lernens durch Selbstbeobachtung und Veränderung von Bewegung. Dabei handelt es sich nicht um Körperübungen im herkömmlichen Sinn, sondern um langsam und ruhig ausgeführte Bewegungsabfolgen, die in kleinen Schritten aufeinander aufbauen und zum Ausprobieren und Lernen einladen.
In der Praxis kann das auf zwei verschiedene Arten unterrichtet werden: als Anleitung von Gruppen verbal („Bewusstheit durch Bewegung“) und als Einzelarbeit eher nonverbal, mittels Berührung ausgeführter Bewegungsfolgen. Diese Einzelarbeit betont den Aspekt der Erfahrbarkeit, des Verständnisses, der Veränderbarkeit und Integration lokaler, regionaler und globaler Bewegungsmuster (funktionale Integration). Er erarbeitete eine umfangreiche Sammlung von Lektionen (über 1000), die er selbst ständig neu ausprobierte und überarbeitete, da er sich selbst immer als Lernender im Dialog mit seinen Klienten gesehen hat.
Sein Credo war die Vorstellung, dass es nicht darauf ankomme, was man tue, sondern wie man etwas tue. Dieses „wie“ kann erfahrbar gemacht, hinterfragt und verändert werden. Als Methode der Selbstbefähigung ist dies ein offenes Lernkonzept, das in allen Lebensbereichen angewandt werden kann. Im Bereich der Körperarbeit war ihm wichtig, dass Sprache weitgehend zurückgenommen oder gar nicht eingesetzt wird, damit der Körper in seiner eigenen Sprache, nämlich der Selbstwahrnehmung von Bewegung, sich verstehen, mit sich experimentieren und lernen kann. Da die Methode ein offenes Lernkonzept für alle Beteiligten darstellt, gilt der Lernprozess immer sowohl für den Klienten als auch den Lehrer. Die durch Mitschriften und Videoaufzeichnungen dokumentierten Lektionen und Fallbeispiele sind daher keine Blaupausen, sondern die Vorgehensweise muss immer an die Bedürfnisse der Klienten und die eigene Erfahrung des Lehrers angepasst werden.
Ziel ist es, die Elemente Bewegung, Sinnesempfindung, Gefühl und Denken über das Element Bewegung zu verändern und zu entwickeln.

## Varianten
Die Methode wird von ausgebildeten Feldenkrais-Lehrern in Gruppen- und Einzelunterricht gelehrt.
- Der Gruppenunterricht (Bewusstheit durch Bewegung genannt) führt dabei verbal angeleitet durch eine Folge von einzelnen, oft kleinen, einfachen Bewegungen, die von Wahrnehmungshinweisen auf einzelne Details der Bewegung begleitet werden. Häufig fügen sich die einzelnen Details zum Ende einer Lektion zu einer größeren Bewegung zusammen, die üblicherweise dadurch mit mehr Leichtigkeit und weniger Anstrengung ausgeführt werden kann.
- Die Einzelarbeit (Funktionale Integration) bedient sich leichter, präziser Berührung als Mittel der unmittelbaren körperlichen Kommunikation anstelle der Sprache und ermöglicht das Erspüren von Bewegungszusammenhängen und das effizientere Zusammenspiel der an einer Bewegung beteiligten Einzelkomponenten. Eine solche Unterrichtseinheit kann gezielt auf einzelne, vom Lernenden eingebrachte Aspekte ausgerichtet sein, oder ein umfassenderes Ziel verfolgen.

Feldenkraisunterricht wird in vielen Bereichen verwendet:
- Gesundheitsvorsorge, Verletzungsvorbeugung, Schmerzbewältigung
- Arbeit mit Behinderten
- Rehabilitation (z. B. nach Unfällen, Knochenbrüchen, Tinnitus, neurologischen Erkrankungen)
- Tanz, Theater, Musik, Kunst
- Kampfkünste, Sport.

## Kontext
Bei der Entwicklung seiner Methode wurde Feldenkrais unter anderem von Gustav Fechner, Frederick Matthias Alexander, Gerda Alexander, Georges I. Gurdjieff, Émile Coué, Milton Erickson, William Bates, Heinrich Jacoby, Kanō Jigorō und Mikinosuke Kawaishi beeinflusst. Neuere Bewegungs- und Wahrnehmungskonzepte wie Semota basieren ebenfalls auf theoretischen Grundlagen der Feldenkraispädagogik.

## Rezeption
Ein umfangreicher Meta-Review der Australischen Regierung von 2015 beurteilt die Wirksamkeit der Feldenkrais-Methode aufgrund der schwachen Studienlage (wenige randomisiert kontrollierte Studien) als „unsicher“. Infolgedessen wurde sie 2017 aus dem Leistungskatalog der dortigen Krankenkassen gestrichen.
Auch in Deutschland kommt für die gesetzlichen Krankenkassen eine Kostenübernahme nicht in Betracht, da ein spezifischer therapeutischer Nutzen nicht anerkannt ist, wissenschaftliche Erkenntnisse in Form von Einzelfallberichten, Assoziationsbeobachtungen, Berichte von Expertenkommissionen oder Studien nicht vorliegen und es Standardbehandlungen wie Physiotherapie für Wirbelsäulenbeschwerden gebe.
Hinsichtlich der sogenannten Funktionellen Integration gibt es nur wenige ernstzunehmende Publikationen. Bei diesen handelt es sich um Grundlagenforschung ohne Anspruch auf einen Beweis für die therapeutische Wirksamkeit.

## Primärliteratur
- Moshé Feldenkrais: Higher Judo. Groundwork. 1952, 2010, ISBN 978-1-55643-927-8.
- Moshé Feldenkrais: Bewusstheit durch Bewegung. 1968, ISBN 3-518-06929-2.
- Moshé Feldenkrais: Abenteuer im Dschungel des Gehirns. Der Fall Doris. 1977, ISBN 3-518-37163-0.
- Moshé Feldenkrais: Die Entdeckung des Selbstverständlichen. 1981, ISBN 3-518-37940-2.
- Moshé Feldenkrais: Das starke Selbst. 1985.
- Moshé Feldenkrais: Der Weg zum reifen Selbst. Phänomene menschlichen Verhaltens. 1995, ISBN 3-87387-126-2.
- Moshé Feldenkrais: Verkörperte Weisheit. Gesammelte Schriften. 2013, ISBN 978-3-456-85268-3.

## Sekundärliteratur
- Jeremy Krauss: Einfach bewegen: Feldenkrais – Der Weg zur Verbesserung von Bewegung und Beweglichkeit. Junfermann 1996.
- Roger Russell: Dem Schmerz den Rücken kehren: Die kluge Lösung für Rückenschmerzen. Die Feldenkrais-Methode in der Praxis. Junfermann, 2005.
- Carola Bleis: Feldenkrais. BLV, 2011, ISBN 978-3-8354-0741-1.